# Miriam Ottenberg
Miriam Ottenberg (Washington, 7 ottobre 1914 – 10 novembre 1982) è stata una giornalista statunitense, vincitrice del Premio Pulitzer nel 1960.

## Biografia
Miriam Ottenberg nel 1960 fu la prima cronista a vincere il Premio Pulitzer per il Washington Star per una serie di articoli che esponevano le pratiche senza scrupoli dei commercianti di auto usate nel distretto di Washington D.C. Gli sviluppi successivi provocati dalle sue inchieste portarono alla promulgazione della Remedial Law.
Durante la sua carriera giornalistica ricevette numerosi premi e riconoscimenti. Con il suo lavoro d'inchiesta, fu una delle prime reporter a rivelare negli Stati Uniti che la mafia è una rete di crimine organizzato.

## Opere
- The Warren Commission Report: the Assassination of President Kennedy
- The Pursuit of Hope ISBN 9780892560691
- The Federal Prosecutors (Prentice-Hall) (1962)

## Premi e riconoscimenti
- Co-vincitrice della "Washington Newspaper Guild competition" per articoli di pubblico servizio nel 1953.
- Honorable mention awards nella stessa categoria nel 1954, 1958 e 1959.
- Premio Pulitzer nel 1960 per il miglior reportage investigativo: Buyer Beware.
- Bill Pryor Award del Washington Newspaper Guild per i suoi articoli sul commercio di auto usate, Buyer Beware.
- Primo posto nella categoria di notizie locali per le sue inchieste sull'abortion ring e sui femminicidi.
- Premi dal National Council of Jewish Women nel 1963 e dalla American Association of University Women nel 1975.
- Nel 1979 vinse l'"Hope Chest Award" dal National Capital Chapter della National MS Society.